# James Corrigan
James Corrigan (* 16. April 2002) ist ein US-amerikanischer Leichtathlet, der sich auf den Hindernislauf spezialisiert hat.

## Sportliche Laufbahn
James Corrigan wuchs in Los Angeles auf und absolviert ein Studium an der Brigham Young University. Erste internationale Erfahrungen sammelte er im Jahr 2024, als er bei den Olympischen Sommerspielen in Paris mit 8:36,67 min in der Vorrunde über 3000 m Hindernis ausschied.

## Persönliche Bestleistungen
- 3000 m Hindernis: 8:13,87 min, 29. Juni 2024 in Philadelphia